# Gillian Russell
Gillian Russell (Gillian Claire Russell, verheiratete Love; * 28. September 1973 im Saint Andrew Parish) ist eine ehemalige jamaikanische Hürdenläuferin, die sich auf die 100-Meter-Distanz spezialisiert hatte. Wegen ihrer Sprintstärke wurde sie auch in der 4-mal-100-Meter-Staffel eingesetzt.
Bei den Juniorenweltmeisterschaften gewann sie sowohl 1990 in Plowdiw wie auch 1992 in Seoul Gold über 100 Meter Hürden und in der 4-mal-100-Meter-Staffel.
1991 siegte sie bei den Zentralamerika- und Karibikmeisterschaften. Bei den Olympischen Spielen 1992 in Barcelona und bei den Weltmeisterschaften 1993 in Stuttgart erreichte sie das Halbfinale. 1995 wurde sie Sechste bei den Weltmeisterschaften in Göteborg.
Bei den Olympischen Spielen 1996 in Atlanta schied sie über 100 Meter Hürden im Viertelfinale aus. In der 4-mal-100-Meter-Staffel wurde sie im Vorlauf eingesetzt und trug so zum Gewinn der Bronzemedaille für das jamaikanische Team bei.
1997 gewann sie Silber über 60 Meter Hürden bei den Hallenweltmeisterschaften in Paris. Im Jahr darauf folgte Silber bei den Zentralamerika- und Karibikspielen 1998 in Maracaibo und Gold bei den Commonwealth Games in Kuala Lumpur.
1999 siegte sie zum zweiten Mal bei den Zentralamerika- und Karibikmeisterschaften und wurde Vierte bei den Panamerikanischen Spielen in Winnipeg, kam aber bei den Weltmeisterschaften in Sevilla nicht über das Viertelfinale hinaus.
Für die University of Miami startend wurde sie dreimal in Folge NCAA-Meisterin über 100 Meter Hürden (1993–1995) und zweimal NCAA-Hallenmeisterin über 60 Meter Hürden (1992, 1995).

## Bestzeiten
- 100 m: 11,41 s, 2. Juli 1993, Kingston
- 60 m Hürden (Halle): 7,84 s, 9. März 1997, Paris
- 100 m Hürden: 12,66 s, 16. August 1998, Maracaibo